# Sítio Roberto Burle Marx
O Sítio Roberto Burle Marx (SRBM) é um sítio situado no bairro de Barra de Guaratiba, na Zona Oeste da cidade do Rio de Janeiro. É uma unidade especial do Instituto do Patrimônio Histórico e Artístico Nacional (IPHAN), autarquia vinculada ao Ministério da Cidadania.
O nome do sítio é uma homenagem a Roberto Burle Marx, um artista plástico e paisagista brasileiro renomado internacionalmente, que residiu no local de 1973 até o dia de sua morte, em 4 de junho de 1994. Burle Marx adquiriu a propriedade, originalmente denominada Sítio Santo Antônio da Bica, com seu irmão Siegfried Marx em 1949. O sítio foi doado por Burle Marx ao IPHAN em 1985, mesmo ano que o local foi reconhecido como patrimônio cultural brasileiro. O tombamento integral do sítio foi feito em 2000, seis anos após a morte do paisagista.
O sítio tem uma área de mais de 400 mil m², onde está reunida uma das mais importantes coleções de plantas tropicais e semitropicais do mundo, iniciada quando Roberto Burle Marx tinha seis anos. Cultivada em jardins e em viveiros ao ar livre, a coleção é composta por mais de 3,5 mil espécies de plantas, entre as quais exemplares únicos das famílias Araceae, Arecaceae, Bromeliaceae, Cycadaceae, Heliconiaceae, Marantaceae e Velloziaceae. Tal conjunto de plantas vivas adaptou-se perfeitamente à natureza habitual do sítio, composta por manguezal, restinga e Mata Atlântica.

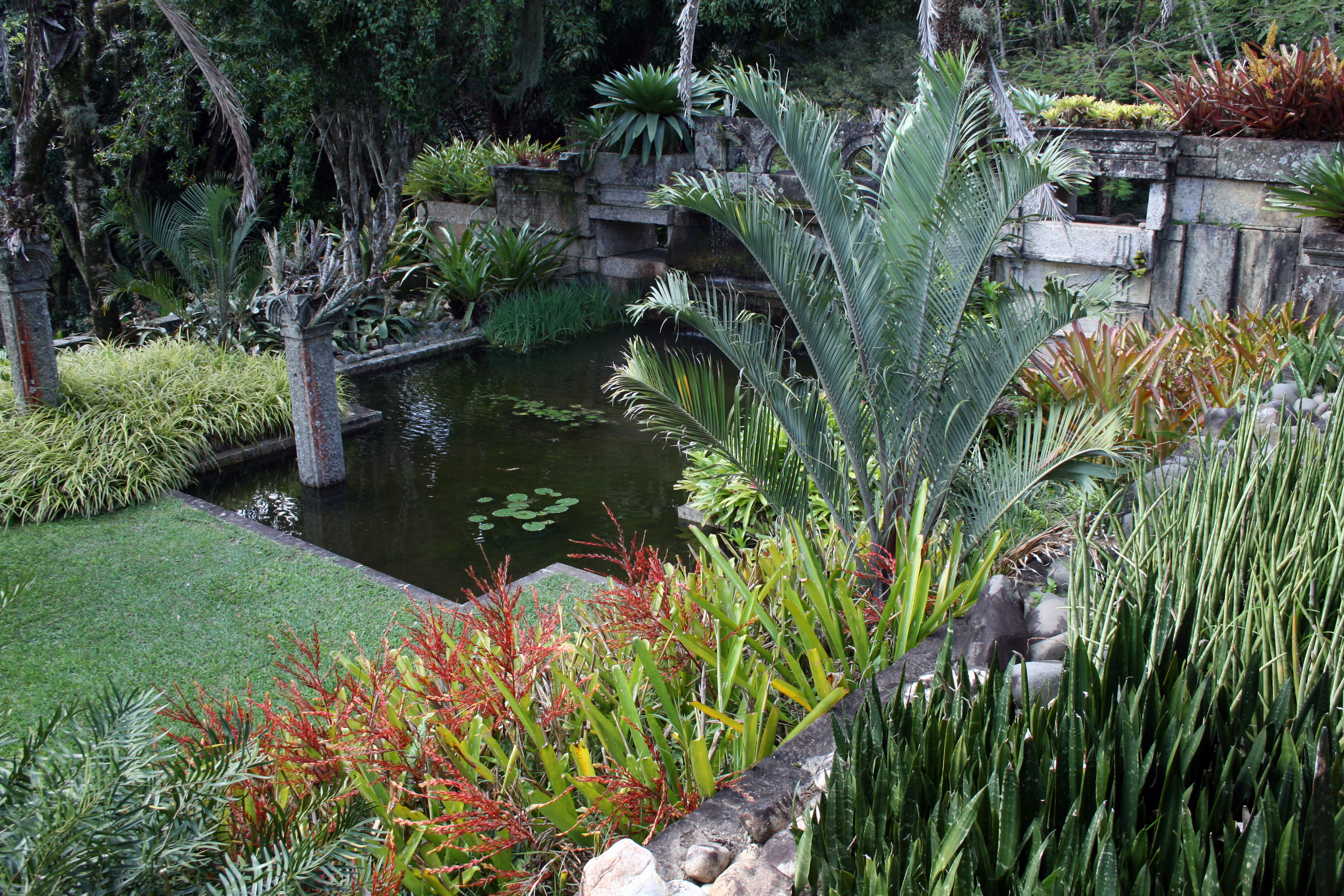
Jardins do Sítio Roberto Burle Marx

No local havia originalmente uma antiga casa de fazenda e uma pequena capela datada de 1690, dedicada a Santo Antônio de Lisboa, que foi saqueada e incendiada pelos franceses em 1710, e foi restaurada pelo próprio capitão-mor (lembrar que ainda é a mesma capela de 1690, pois o incêndio não a destruiu completamente, apenas a danificou, e a capela não foi reconstruída, apenas restaurada.), edificações estas que foram posteriormente restauradas, sendo que a casa passou a ser residência de Roberto Burle Marx em 1973. Após a morte do paisagista, sua residência transformou-se no Museu-Casa de Burle Marx em agosto de 1999. Além dos ambientes originais e dos objetos de uso pessoal, no Museu-Casa são exibidos objetos de arte e de artesanato adquiridos por Burle Marx durante toda a sua vida. O acervo da casa possui mais de 3 mil itens, incluindo obras do próprio Roberto que, além de paisagista, também era pintor, desenhista, designer, escultor e cantor.
As cinzas do cantor Renato Russo foram despejadas no jardim do sítio em outubro de 1996, atendendo parcialmente a seu pedido de ter suas cinzas espalhadas em um jardim florido. Apesar de o lugar possuir muitas plantas, não tinha muitas flores, como era seu desejo.